# Эго
Э́го, или Я (лат. ego, от др.-греч. ἐγώ «я») — термин, впервые введённый Зигмундом Фрейдом в 1920 году в письменной работе «По ту сторону принципа удовольствия». Эго, согласно психоаналитической теории, — та часть человеческой личности, которая осознаётся как «Я» (всегда с заглавной буквы) и находится в контакте с окружающим миром посредством восприятия. Эго является восприятием человека себя как отдельной личности, границами личности и осуществляет планирование, оценку, запоминание и иными путями реагирует на воздействие физического, духовного и социального окружения.

## Эго в психоанализе Фрейда
Эго является, наряду с Ид (Оно) и Супер-Эго (Сверх-Я), одной из трёх психологических сущностей, предложенных Зигмундом Фрейдом для описания динамики человеческой психики. Эго, по Фрейду, осуществляет исполнительные функции, являясь посредником между внешним и внутренним миром, как и между Ид и Супер-Эго. Оно обеспечивает непрерывность, но последовательность поведения, реализуя личную точку отсчёта, благодаря чему события прошлого (сохраняемые в памяти) соотносятся с событиями настоящего и будущего (представленными предвидением и воображением). Эго не совпадает ни с психикой, ни с телом, хотя телесные ощущения формируют ядро раннего опыта индивида. Эго, достигнув развития, способно меняться на протяжении всей жизни, особенно под воздействием угрозы, болезни и изменений условий существования.
По мере развития любого индивида происходит дифференциация Эго и развитие Супер-Эго. Супер-Эго включает запреты и контроль инстинктивных импульсов через принятие родительских и социальных стандартов. И, таким образом, возникает нравственный конфликт, необходимый для роста и взросления личности. Эго играет роль посредника между Супер-Эго и Ид путём бессознательного создания защитных механизмов: отрицания, замещения, проекции, рационализации, реактивной формации, регрессии, подавления, сублимации и др. При осознании одного защитного механизма, он уступает место другим. Есть мнение, что по мере использования, сила Эго снижается.
Прогресс от немедленной реакции к контролируемому поведению, от дологического к рациональному мышлению происходит медленно и осуществляется в виде многих последовательных стадий на протяжении детства. Даже достигнув физической зрелости, люди существенно различаются между собой в формах и эффективности деятельности эго. Это важное качество было названо Фрейдом «силой эго». Человеку с «сильным эго» свойственны следующие характеристики: он объективен в своих оценках окружающего мира и себя; его деятельность организована на протяжении более долгого времени, так что возможны планирование и распорядок; он способен выполнить принятые решения и, не колеблясь, выбирать из имеющихся альтернатив; он не подчиняется слепо своим устремлениям и может направлять их в общественно полезное русло; он способен противостоять непосредственному давлению со стороны физического и социального окружения, обдумывая и выбирая собственный курс. С другой стороны, индивид со «слабым Эго» более схож с ребёнком: его поведение импульсивно и определяется моментом; восприятие действительности и себя искажено; он достигает меньшего успеха в продуктивной работе, поскольку его энергия тратится на защиту искажённых и нереалистических представлений о себе; он может страдать от невротических симптомов.

## Эго в аналитической психологии Карла Юнга
В аналитической психологии К. Юнга эго понимается как комплекс, включающий всё содержимое сознания, входящий в структуру психики наряду с бессознательным, состоящем из личного и коллективного бессознательного.

«Это комплекс данных, конструированный прежде всего общей осведомленностью относительно своего тела, своего существования и затем данными памяти; у человека есть определённая идея о его прошлом бытии, определённые наборы (серии) памяти. Эти две составляющие и есть главные конституэнты Эго. Поэтому можно назвать Эго комплексом психических факторов. Этот комплекс обладает огромной энергией притяжения, как магнит; он притягивает содержания из бессознательного, из этой темной неведомой области; он также притягивает впечатления извне, и когда они входят в связь с Эго, то осознаются.»— Карл Юнг, «Тэвистокские лекции»

## Эго в психоанализе Жака Лакана
Эго в психоанализе Жака Лакана (фр. moi) обозначает воображаемую инстанцию, формирующуюся в результате прохождения стадии зеркала, описанной Жаком Лаканом в 1949 году.
Проблема в том, что в русском языке довольно сложно передать значение таких принципиально разных понятий психоанализа, как французские «je» и «moi» (или английские «I» и «me») — обычно и то, и другое переводится просто «я», но me более правильнее будет считать за «мне» и «меня», а также иногда действительно за просто «я», например: — «Who is going for a walk tomorrow?» (с англ. Кто идёт на прогулку завтра?) — «Me» (с англ. Я).
Однако в теории психоанализа Собственное Я, Эго (moi) противопоставляется просто Я (je), подчёркивая, что первое из них является представлением, воображаемой инстанцией психики, конструирование которой является задачей для психического аппарата, но которая вовсе не дана искони в качестве очевидной опоры анализанта, к которой апеллируют некоторые психологические учения, когда различают «подлинное» / «свободное от конфликтов» и «невротическое я» или, в клинике, «анализирующую часть» и «нарушенную часть эго». В психоанализе подобные противопоставления не существуют, по той причине, что Собственное Я всегда производно от бессознательного отношения к другому и является суммой идентификаций.
Впрочем, когда в 31-й лекции по введению в психоанализ Зигмунд Фрейд говорит: «Wo Es war, soll Ich werden» («Там, где было Оно, должно стать Я»), он имеет в виду не просто процесс укрепления Я и осознания бессознательным представлений, как иногда считают, а говорит о том, что Я в значительной мере бессознательно, а его формирование предстаёт как открытый в будущее процесс.

## Эго в других направлениях
После Зигмунда Фрейда и Карла Юнга понятие эго раскрывали и другие учёные. Эго рассматривается как «источник поведения и связующий центр личности в её человеческом окружении» (Metzger, Psychologie, 1941). Эго в процессе развития человека выделяется из единого изначального сознания, которое охватывает «внешний мир» и собственную личность в нераздельном единстве. Оно постоянно сопровождается сознанием «с-самим-собой-идентичного-бытия»; таким образом, если человек отчётливо познаёт свои телесные и душевно-духовные изменения, то он знает, что, несмотря на них, он «в своей основе» (то есть в глубине своего Эго) всегда остаётся одним и тем же. К наглядной сфере Эго относятся тело и всё, что может служить расширению этой сферы (являющемуся предметом постоянного стремления): одежда, украшения, а также имущество, в которое Эго может «врастать». Часто в Эго видят творческое единство; действительность приобретает смысл только будучи соотнесена с ним; наиболее чётко это выражено у Фихте: «Эго требует, чтобы оно обнимало собой всю реальность и достигало бесконечности». Ницше, наоборот, в отношении Эго говорит: «Эго — это множество личных (personenarten) сил, из которых то одна, то другая выступает на передний план».